# 시트러스 (프로게이머)
시트러스(본명: 변지웅, 2001년 4월 14일 ~ )는 대한민국의 리그 오브 레전드 프로게이머로 아이디는 Citrus이다. 포지션은 정글이다.

## 선수 생활
2019년 10월 20일, 팀 다이나믹스에 입단하면서 프로 커리어를 시작했다. 2020년 1월 15일, 팀에서 퇴단했다.
2020년 6월 8일, 그리핀에 입단했다. 서머 시즌 팀의 주전으로 활동하면서 좋은 모습을 보여주었다.
2021 서머 시즌을 앞두고 아프리카 프릭스의 2군팀에 입단했다. 2022시즌 종료 후 팀에서 퇴단했다.

## 소속팀
| # | 팀명            | 소속 기간             | 소속 리그 | 비고 |
| - | --------------- | --------------------- | --------- | ---- |
| 1 | 팀 다이나믹스   | 2019.12.19~2020.01.15 | CK        |      |
| 2 | 그리핀          | 2020.06.08~2020.11.17 | CK        |      |
| 3 | 아프리카 프릭스 | 2021.06.01~2022.11.22 | LCK       |      |